# 台湾民主自治同盟湖北省委员会
台湾民主自治同盟湖北省委员会，简称台盟湖北省委、湖北台盟，是台湾民主自治同盟在湖北省的地方组织。